# Atletik under sommer-OL 2016 - højdespring (damer)
Kvindernes højdespring ved sommer-OL 2016 i Rio de Janeiro fandt sted i perioden 18. august til 20. august 2016 Olympic Stadium.